# ميرلان مورزاييف
ميرلان مورزاييف (29 مارس 1990) لاعب كرة قدم قيرغيزستاني من دون عقد حاليا ويجيد اللعب في مركز المهاجم كما يجيد اللعب في مركزي الجناح الأيمن والجناح الأيسر.

## الإنجازات

### دوردوي بيشكك
- كأس رئيس الاتحاد الآسيوي (1): 2007
- دوري قيرغيزستان لكرة القدم (3): 2007، 2008، 2009

### الأهلي
- كأس الاتحاد البحريني (1): 2016

## الأهداف الدولية
| #  | التاريخ       | الملعب                           | الخصم    | التسجيل | النتيجة | المنافسة                       |
| -- | ------------- | -------------------------------- | -------- | ------- | ------- | ------------------------------ |
| 1. | 28 مارس 2009  | ملعب داسارات رانغاسالا، كاتماندو | نيبال    | 1–1     | 1–1     | تصفيات كأس التحدي الآسيوي 2010 |
| 2. | 30 مارس 2009  | ملعب داسارات رانغاسالا، كاتماندو | فلسطين   | 1–0     | 1–1     | تصفيات كأس التحدي الآسيوي 2010 |
| 3. | 23 أغسطس 2009 | ملعب أمبيدكار، نيودلهي           | الهند    | 1–2     | 1–2     | كأس نهرو 2009                  |
| 4. | 28 أغسطس 2009 | ملعب أمبيدكار، نيودلهي           | سريلانكا | 3–1     | 4–1     | كأس نهرو 2009                  |

## روابط خارجية
- ميرلان مورزاييف على موقع اتحاد تركيا (لاعب) (الإنجليزية)
- ميرلان مورزاييف على موقع قاعدة بيانات كرة القدم.إي يو (الإنجليزية)
- ميرلان مورزاييف على موقع ناشيونال فوتبول تيمز (الإنجليزية)
- ميرلان مورزاييف على موقع Soccerway.com (الإنجليزية)
- ميرلان مورزاييف على موقع عالم كرة القدم.نت (الإنجليزية)